# Selçuk Bayraktar
Selçuk Bayraktar (Istambul, 7 de outubro de 1979) é um engenheiro e empresário turco. Ele é presidente do Conselho de Administração e Diretor Técnico na empresa de tecnologia turca Baykar. Ele também é conhecido como o arquiteto que desenvolveu o primeiro veículo aéreo não tripulado (VANT) da Turquia. Bayraktar é também fundador da Turkish Technology Team Foundation.

## Início de vida e educação
Selçuk nasceu no distrito Sarıyer de Istambul em 1979. Ele completou sua educação primária na Escola Primária Sarıyer e se formou no Robert College em 1997. Ele então fez sua graduação no departamento de Engenharia Eletrônica e Comunicação da Universidade Técnica de Istambul (ITU). Enquanto estava na ITU, Selçuk recebeu uma bolsa de estudos da Universidade da Pensilvânia (UPenn), onde concluiu seu mestrado em 2004. Enquanto estava na UPenn, Bayraktar recebeu uma segunda bolsa, agora do Instituto de Tecnologia de Masachusetts (MIT) como assistente de pesquisa no Departamento de Aeronáutica e Astronáutica, onde concluiu um segundo mestrado.

## Carreira
Após ter realizado seu segundo mestrado no MIT, Bayraktar retornou à Turquia em 2007 e se tornou Diretor Técnico da Baykar. Sob seu comando, a Baykar desenvolveu os primeiros VANTs feitos nacionalmente, que incluem o Bayraktar Mini UAV, o Bayraktar TB2 e o Bayraktar Akıncı. Essas aeronaves foram usadas pelas Forças Armadas da Turquia em ações antiterrorismo contra o PKK e participaram em conflitos como a Guerra Civil Síria, a Segunda Guerra Civil Líbia, a Guerra no Alto Carabaque (2020) e a Invasão da Ucrânia pela Rússia em 2022.
Como resultado das contribuções do Bayraktar TB2 no conflito da região do Alto Carabaque ao Azerbaijão, o presidente do país, Ilham Aliyev, condecorou Selçuk com a Ordem Carabaque. Em 2022, Selçuk foi premiado com a Ordem de Mérito da Ucrânia por Volodymyr Zelensky.

## Vida pessoal
Selçuk é casado com a filha do presidente da Turquia, Recep Tayyip Erdoğan, chamada Sümeyye Erdoğan desde 2016 e o casal tem uma filha.